# Czosnek

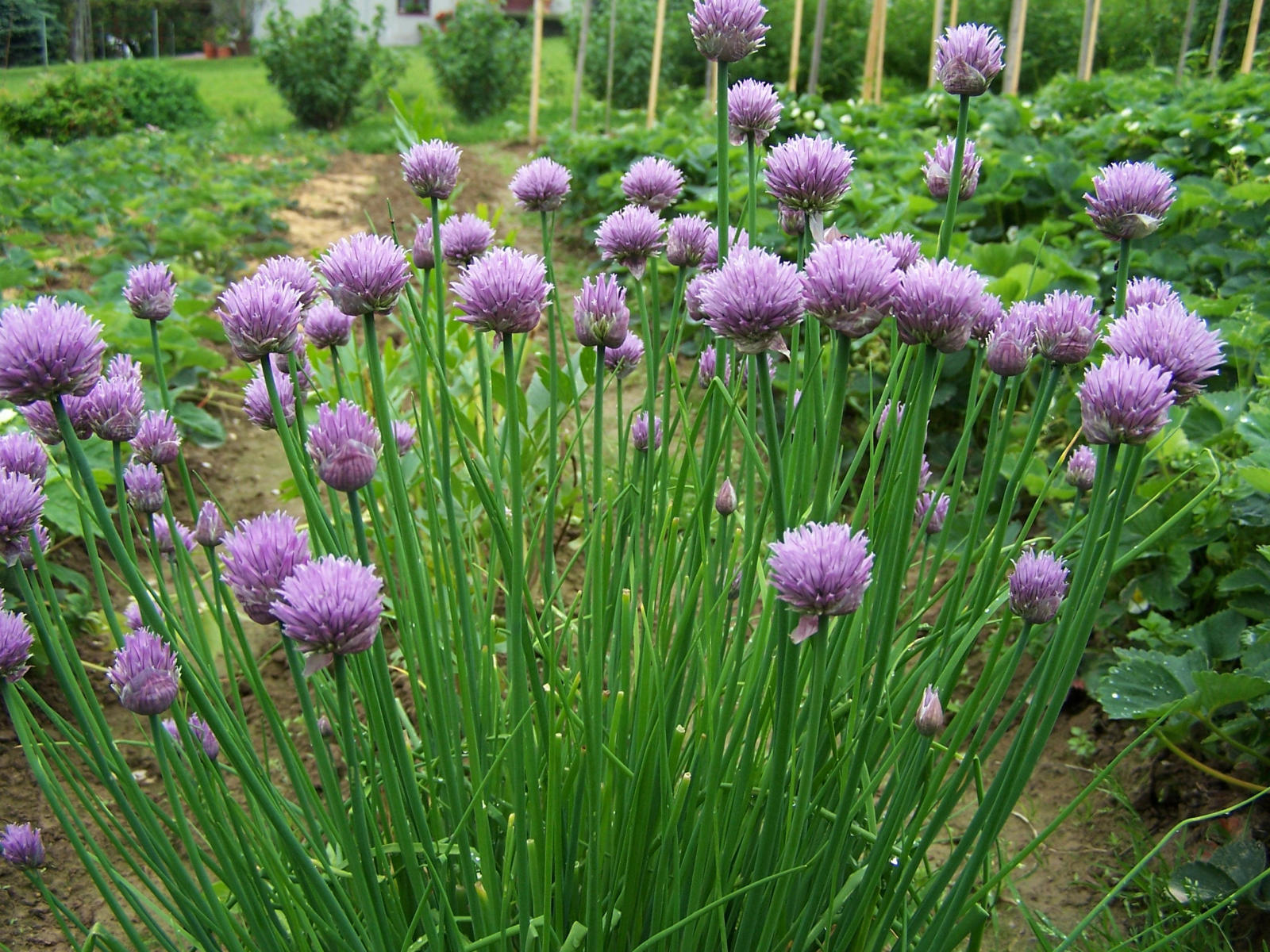
Szczypiorek

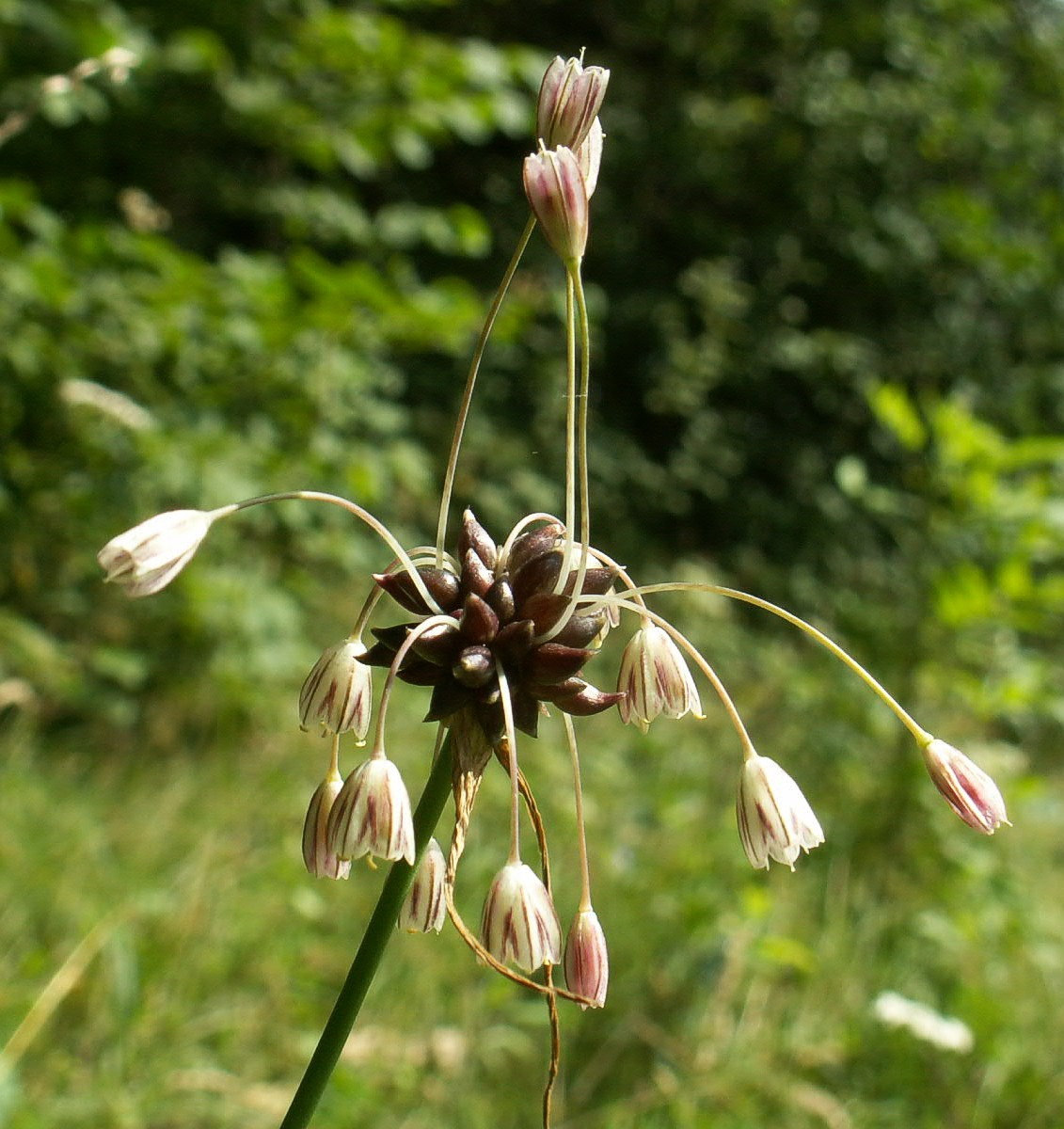
Kwiaty czosnku zielonawego Allium oleraceum

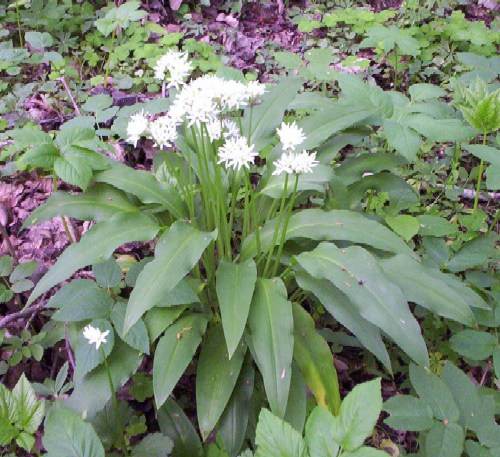
Czosnek niedźwiedzi

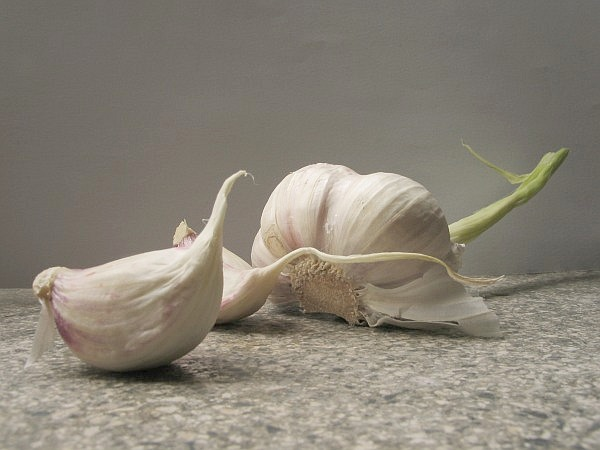
Cebule czosnku pospolitego („ząbki”)

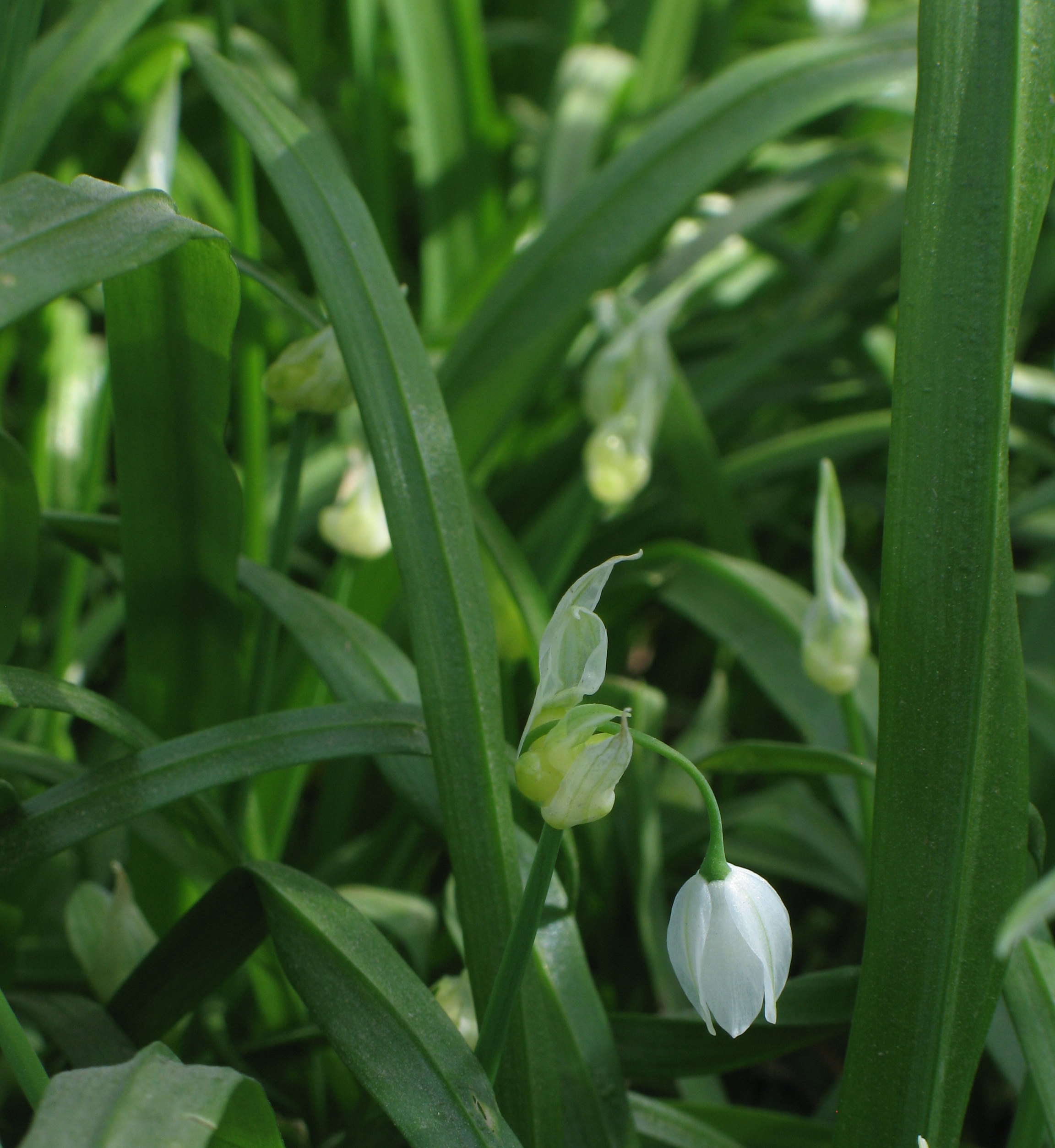
Czosnek dziwny

Czosnek (Allium L.) – rodzaj roślin z rodziny amarylkowatych (Amaryllidaceae), dawniej zaliczany do osobno wyodrębnianej rodziny czosnkowatych (Alliaceae) lub liliowatych (Liliaceae). Obejmuje około 880–1000 gatunków. Rośliny te występują na wszystkich kontynentach półkuli północnej, przede wszystkim w strefie umiarkowanej, ale na południe sięgają strefy równikowej. Na półkuli południowej poza gatunkami introdukowanymi rodzaj obecny jest w Południowej Afryce. Największe zróżnicowanie gatunkowe jest w środkowej Azji. W Europie rośnie 117 gatunków. W Polsce 12 gatunków rośnie w stanie dzikim.
Istotne znacznie jako rośliny jadalne mają: czosnek pospolity, cebula zwyczajna, por i szczypiorek. Liczne gatunki uprawiane są jako ozdobne i wykorzystywane jako lecznicze.

## Morfologia
ŁodygaGatunki niskie dorastają 15–25 cm, a gatunki silnie rosnące osiągają wysokość nawet 200 cm.
LiścieOdziomkowe, płaskie lub rurkowate. Równowąskie, szarozielone.
KwiatostanBaldach lub główka na szczycie bezlistnej łodygi.
KwiatyPromieniste, szypułkowe, drobne; płatki jednonerwowe. Pręciki w 2 okółkach po 3; ich nitki szydlaste lub w nasadzie rozszerzone i opatrzone dwoma ząbkami o różnych kształtach – od obłych do ostro szczeciniastych.
OwoceW formie torebki. Nasiona czarne.
Część podziemnaW formie cebuli pokrytej delikatnymi, suchymi łuskami. Cebula, a także inne części rośliny (mniej) mają charakterystyczny i uważany za jedną z cech rodzajowych zapach.

## Systematyka
Pozycja systematyczna według Angiosperm Phylogeny Website (aktualizowany System APG IV z 2016)
Rodzaj należy do podrodziny czosnkowych (Allioideae Herb.) w rodzinie amarylkowatych (Amaryllidaceae) w obrębie rzędu szparagowców Asparagales w kladzie jednoliściennych.
Pozycja w systemie Reveala (1993–1999)
Gromada okrytonasienne (Magnoliophyta Cronquist), podgromada Magnoliophytina Frohne & U. Jensen ex Reveal, klasa jednoliścienne (Liliopsida Brongn.), podklasa liliowe (Liliidae J.H. Schaffn.), nadrząd Lilianae Takht., rząd amarylkowce (Amaryllidales Bromhead), rodzina czosnkowate (Alliaceae J. Agardh), podrodzina Allioideae Herb., plemię Allieae Dumort., podplemię Alliinae Parl., rodzaj czosnek (Allium L.).
Gatunki flory Polski
- czosnek grzebieniasty (Allium carinatum L.) – w Polsce uznawany za gatunek wymarły, w 2017 roku odkryto jego stanowisko w Toruniu[8][9]
- czosnek główkowaty (Allium sphaerocephalon L., syn. A. sphaerocephalum L.) – gatunek o niepewnym statusie we florze Polski
- czosnek kątowaty (Allium angulosum L.)
- czosnek kulisty (Allium rotundum L.) – antropofit
- czosnek niedźwiedzi (Allium ursinum L.)
- czosnek siatkowaty (Allium victorialis L.)
- czosnek skalny (Allium montanum F. W. Schmidt)
- czosnek syberyjski (Allium sibiricum L.)
- czosnek sztywny (Allium strictum Schrad.) – w Polsce gatunek wymarły
- czosnek wężowy (Allium scorodoprasum L., syn. A. scordoprasum L.)
- czosnek winnicowy (Allium vineale L.)
- czosnek zielonawy (Allium oleraceum L.)

Inne gatunki (wybór, głównie gatunki uprawiane)
- czosnek alfatuneński, cz. okazały (Allium aflatunense B. Fedtsch.) – gatunek uprawiany
- czosnek askaloński, cz. szalotka (Allium ascalonicum L.) – gatunek uprawiany
- czosnek Barszczewskiego (Allium barszczewskii Lipsky)
- czosnek białawy, cz. Krzysztofa (Allium cristophii Trautv., syn. A. albopilosum Wright)
- czosnek błękitny, cz. niebieski (Allium caeruleum Pall., syn. A. azureum Ledeb.) – roślina uprawna
- czosnek bulwiasty (Allium tuberosum Roxb.)
- czosnek cebula, cebula zwyczajna (Allium cepa L.) – gatunek uprawiany
  - cebula kartoflanka (Allium cepa var. aggregatum G. Don)
  - cebula wielopiętrowa (Allium cepa var. proliferum Targioni Tozzetti)
- czosnek dęty, cebula siedmiolatka (Allium fistulosum L.) – gatunek uprawiany
- czosnek dziki, por (Allium ampeloprasum L.) – gatunek uprawiany
- czosnek dziwny (Allium paradoxum (M.Bieb.) G. Don)
- czosnek dżungarski (Allium urceolatum Reg.)
- czosnek kanadyjski (Allium canadense L.)
- czosnek karatawski (Allium karataviense Regel)
- czosnek kazachstański (Allium oreophilum C.A. Mey.)
- czosnek mlecznobiały (Allium galanthum Kar. et Kir.)
- czosnek modry (Allium cyaneum Reg.)
- czosnek nadobny (Allium pulchellum Don)
- czosnek narcyzowy (Allium narcissiflorum Vill.)
- czosnek neapolitański (Allium neapolitanum Cirillo)
- czosnek olbrzymi (Allium giganteum Regel) – gatunek uprawiany
- czosnek osobliwy (Allium nigrum L.)
- czosnek południowy, cz. złocisty (Allium moly L.)
- czosnek por, por (Allium ampeloprasum L.) – gatunek uprawiany
- czosnek pospolity, cz. zwyczajny (Allium sativum L.) – gatunek uprawiany
- czosnek purpurowy (Allium atropurpureum W. et K.)
- czosnek rokambuł, cz. wężowy, rokambuł (Allium ophioscorodon Don) – gatunek uprawiany
- czosnek różowy (Allium roseum L.)
- czosnek sikkimski (Allium sikkimense Baker)
- czosnek sinawy (Allium senescens L.)
- czosnek sycylijski (Allium siculum Ucria)
- czosnek szczypiorek, szczypiorek (Allium schoenoprasum L.) – gatunek uprawiany
- czosnek turkiestański (Allium stipitatum Reg.)
- czosnek wielkolistny (Allium polyphyllum Kar. et Kir.)
- czosnek wonny (Allium odorum L.)
- czosnek wysoki (Allium altissimum Reg.)
- czosnek złocisty (Allium flavum L.)
- czosnek zwisły (Allium cernuum Roth.)

## Zastosowanie i uprawa

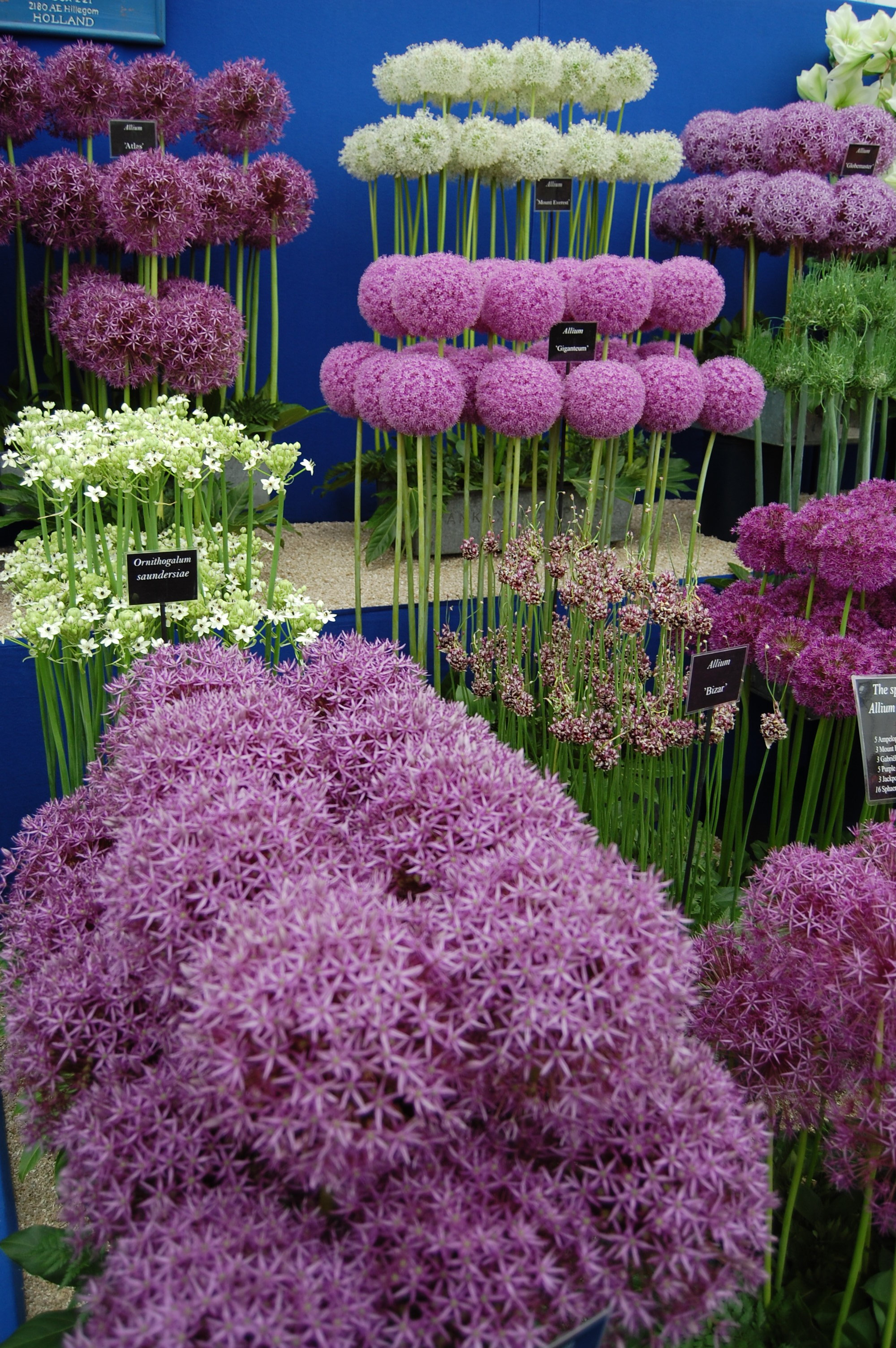
Ekspozycja z uprawnymi odmianami czosnku

Zastosowanie
Rośliny uprawneWiele gatunków z tego rodzaju wykorzystywanych jest jako warzywa. Do najbardziej popularnych należą: cebula zwyczajna, por, szczypiorek i czosnek pospolity.
Rośliny ozdobneWiele gatunków wykorzystywanych jest do ozdabiania ogrodów. Gatunki silnie rosnące stosuje się do tworzenia grup ogrodowych i na kwiat cięty (czosnek olbrzymi), niskie sadzi się na rabatach oraz w ogrodach skalnych. Zasuszone rośliny nadają się także na suche bukiety (czosnek białawy).
Uprawa
Większość czosnków ozdobnych pochodzi z nieleśnych zbiorowisk stepowych lub górskich. Gleba lekka, piaszczysto-gliniasta, wapienna do obojętnej; stanowisko słoneczne, ciepłe, osłonięte (wystawa południowa, zachodnia). Głębokość sadzenia cebul standardowa (3–4 wysokości). Odrębne wymagania ma pochodzący z cienistych lasów czosnek niedźwiedzi. Rozmnażanie poprzez oddzielanie cebul potomnych, a także z nasion. Przed siewem korzystne przemrożenie; wtedy w temperaturze 10–15 °C kiełkują szybko (maksimum 2 tygodnie); wskazany wysiew do pojemników, a następnie pikowanie kępkami lub po 2–3 siewki do doniczek.
Choroby
- wirusowe: mozaika i pasiastość liści czosnku, mozaika ogórka na cebuli, żółta karłowatość cebuli, żółtaczka astra na cebuli,
- bakteryjne: bakterioza cebuli, bakterioza pora, bakteryjna nekroza liści cebuli, mokra zgnilizna,
- wywołane przez lęgniowce i grzyby: alternarioza cebuli, antraknoza cebuli, biała zgnilizna cebuli, fuzaryjna zgnilizna cebuli, głownia cebuli, mączniak rzekomy cebuli, rdza pora, różowa zgnilizna korzeni cebuli i pora, zielona zgnilizna czosnku, zgnilizna szyjki cebuli[11].